# アリオット・ヴァードン・ロー
アリオット・ヴァードン・ロー（Sir Edwin Alliott Verdon Roe 、1877年4月26日-1958年1月4日）は、イギリスの航空エンジニア、企業家。自作の飛行機で自国の空を飛んだ最初のイギリス人と言われる（ただしローの1908年6月8日の飛行は非公式である。詳細は後述）。通称A・V・ロー。ロウとも表記。1910年に自らの名を取ったアブロを創立したことにより、イギリス航空産業の草分けとなった。1929年、ナイトに叙せられた。

## 飛行への道
ローが飛行に関心を抱いたのは、1890年代後半、技師として乗り組んでいた汽船から海鳥の滑翔を見てのことだったと言われる。以後ローは模型飛行機の実験を重ねた。1906年、航空クラブ（en:Royal Aero Club）の秘書に採用されるものの、クラブの関心が気球にあることに気付いて職を辞し、アメリカに渡ってデヴィッドソンという人物のヘリコプター開発に関わる（プロジェクトは数ヵ月後に頓挫）。
イギリスに戻ったローは、1907年春、優れた模型飛行機に対するデイリー・メール社の懸賞金に挑戦。翼幅2.4メートル・先尾翼・ゴム動力・推進式プロペラの複葉機で75ポンドを獲得した。
これを資金にして初のフルサイズ機を製作。この機体は先の模型機を大型化したもので、翼幅は11メートル、四輪を備え、動力は当初J・A・P社（en:J.A.P）の9馬力エンジンであった。試験はブルックランズの自動車競技場で行なわれた。馬力不足のため自力離陸は不可能だったが、自動車曳航で離陸した場合は、先尾翼の昇降舵により空中での制御が可能だったという。1908年には24馬力のアントワネット・エンジンを借りて、元のエンジンと換装した。ローは、6月8日には初の自力離陸に成功したと主張。
ただし20年後、航空クラブはこの飛行を「距離・時間・操縦の点から、飛行と見なすには不充分」としている。また離陸が完全な自力ではなく、自動車曳航によるものだった、あるいは下り坂を利用していたという説もある。

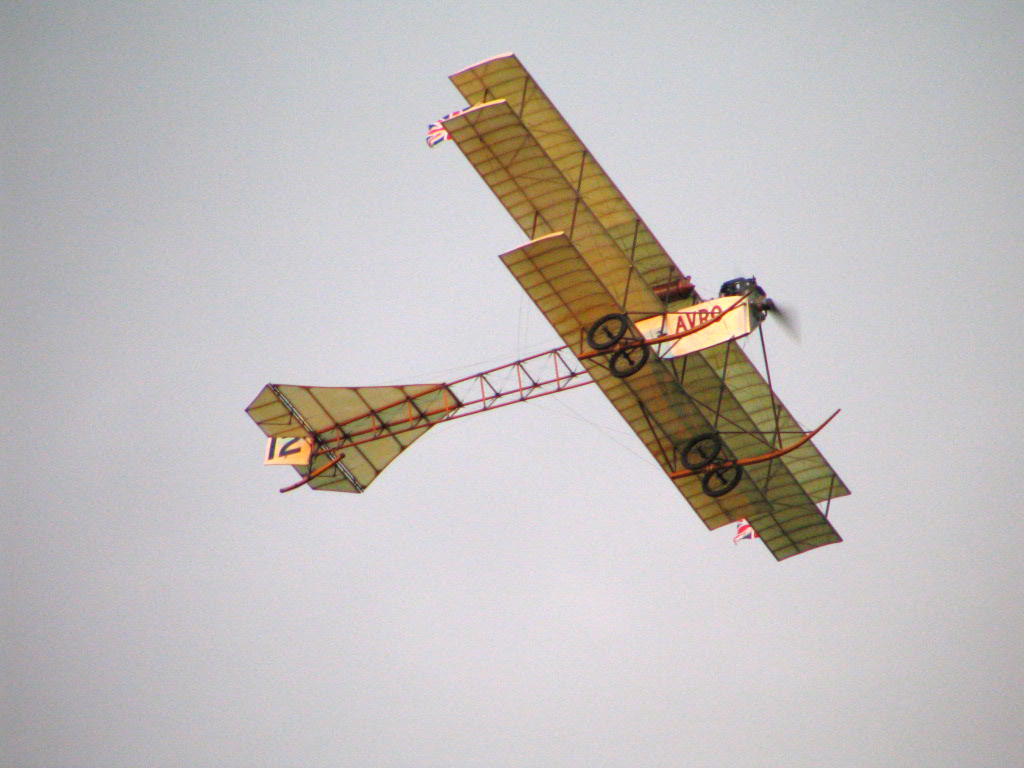
ローの三葉機（1909年）のレプリカ

ローはその後アントワネット・エンジンを返さなくてはならなかったので、元の9馬力エンジンに合った小型機を製作。これは機首に牽引式プロペラを持った三葉機（水平尾翼も三葉になっていた）で、翼幅は約6メートル、自重は約90キログラムの軽さだった。主翼はたわみ翼を採用しており、三軸制御が可能だったと思われる。1909年春からリー・マーシズで試験を始めた。同年7月13日には数十メートルの飛行（跳躍）、7月23日には数百メートルの飛行に成功した。

## 「イギリス初の動力飛行」をしたのは誰か
「イギリス初の動力飛行」がいつ・誰によって達成されたかは諸説あり、ローもその候補者の一人である。先尾翼機による1908年6月8日の飛行を認めるならば、ローは「イギリス初の動力飛行」達成者だと言える。しかし自力離陸ではなかった可能性があり非公式なので、それを除外して考えれば「イギリスの地で初の動力飛行」を行なったのはアメリカ人サミュエル・フランクリン・コーディである。彼はイギリス陸軍の下で動力機（いわゆる「イギリス陸軍一号機」）を作り、1908年10月16日にファーンボローで400メートル超の飛行に成功した。この飛行は一般にも「イギリス初の動力飛行」と認められている。
J・W・ダン大尉もロー、コディと同時期の研究者である。彼はコディと並行して（同じく陸軍の管轄で）安定性に優れた無尾翼機「Dシリーズ」の開発に力を注いでいた。ダンの原型機はコディの「イギリス陸軍一号機」より一年早く陸軍用に採用されているが、飛行したかどうかは明らかでない。彼の飛行機で確実に飛行したと言える初めのものは「D5」で、1910年のことであった。
また1908年6月8日の飛行をどう捉えるにせよ、「動力飛行をした初めのイギリス人」はフランスで活動した飛行家のヘンリー（アンリ）・ファルマンである。彼は1907年10月にはヴォアザン機で飛行している。
以上、1909年の三葉機による飛行しか認めない立場から、ローは「イギリス初の動力飛行をした人物」という単純な名称ではなく「イギリスの地において、自作の飛行機によって、初めて飛行を成し遂げたイギリス人」とされるのである。
ただし、ホレイショ・フィリップス（19世紀末期に翼型の研究を行い、1893年に多葉の動力模型機「ヴェネチアン・ブラインド」を試験したことで知られる人物）が、1907年、改良型の実機で自力離陸に成功していた可能性も指摘されている。フィリップス本人の主張によると飛行距離は500フィートである。

## 略年表
- 1877年4月26日 - イギリス、ランカシャーのパトリクロフトに生まれる。
- 1891年（1992年？） - 14歳で学校をやめ、カナダのブリティッシュ・コロンビア州に渡る。翌年、イギリスに戻る。
- 1890年代後半 - 海で働く傍ら、飛行の研究を始める。
- 1902年 - 研究に専念するため陸に戻る。
- 1906年 - 航空クラブの秘書となる。アメリカに渡り、ヘリコプターの設計に関与する。
- 1907年 - デイリー・メイル社の懸賞金を獲得。フルサイズ機を製作。
- 1908年6月8日 - イギリス、ブルックランドにて先尾翼機による最初の自力離陸に成功（非公式）。
- 1909年（春-初夏） - イギリス、リー・マーシズで三葉機による飛行。
- 1910年 - 兄ハンフリーと共にアヴロ社を設立。
- 1929年 - ナイトに叙せられる。
- 1958年1月4日 - ロンドンで没。